# Kuli
Kuli er også en læskedrik.
Kuli, kulier (engelsk: coolies) er en betegnelse, der i 1800- og 1900-tallet blev benyttet om ufaglærte arbejdere, ofte minearbejdere, markarbejdere m.v., fra typisk Indien og det sydlige Kina. Kulierne indgik kontrakt med deres arbejdsgiver, hvor de forpligtede sig til udføre arbejde, ofte langt væk fra kuliens hjemstavn og som regel altid hårdt fysisk arbejde.
Brugen af betegnelsen ophørte efter 2. verdenskrig, og ordet har i dag en stærkt nedsættende klang. Ordet anvendes i dag dog også som slang for hårdtarbejdende medarbejdere.

## Etymologi
Ordets oprindelse er usikker, men det formodes at stamme fra navnet på en muslimsk sekt i det nuværende Gujarat i det vestlige Indien, kaldet 'Kolī', der arbejdede som daglejere, eller fra det tamilske ord for løn 'kuli' (கூலி).
En alternativ etymologisk forklaring er, at ordet kommer fra Urdu qulī (क़ुली, قلی), hvilket ord har sit ophav i det tyrkiske sprog chagatai, der blev bragt til det nordlige Indien ved Baburs erobringer i 1500-tallet. Ordet kul betyder noget i retning af "undersåt" eller "slave". Via urdu har dette låneord spredt sig til andre indiske sprog.
Ordet blev i 1727 anvendt af dr. Engelbert Kaempfers History of Japan and Siam, hvor det blev benyttet ved omtale af havnearbejdere, der lossede nederlandske skibe i Nagasaki.
På kinesisk er ordet også indlånt fra indisk, men her har det fået en distinkt kinesisk betydning ved at være taget i brug med to lydligt passende kinesiske skrifttegn, nemlig 苦力, pinyin: Kǔlì. Det første ord, 苦, betyder "bitter, hårdt", og det andet, 力, kan opfattes som "arbejdskraft".

## Handel med kulier
Handel med arbejdskraft i form af asiatiske kulier formodes at være begyndt omkring 1500-tallet.
Da sociale og politiske hensyn ved begyndelsen af 1800-tallet medførte, at først bl.a. Danmark og England og senere andre europæiske lande forbød slavehandel og transport af slaver, samt senere selve slaveriet, opstod i kolonierne et behov for billig arbejdskraft i de industrier, hvor arbejdskraft var en væsentlig ressource, som eksempelvis arbejde i plantager, miner og bygning af jernbaner. For at dække det opståede behov opstod fra omkring 1820'erne en omfattende handel med arbejdskraft fra primært Indien og det sydlige Kina. Handlen foregik ofte på slavelignende vilkår. Nogle af arbejderne underskrev kontrakter med vildledende vilkår, nogle arbejdere blev kidnappet af rivaliserende klaner og herefter solgt som kulier, mens andre solgte sig selv for at komme ud af gæld, herunder spillegæld. Britiske selskaber var blandt de første, der gik ind i denne type handel, da de i 1807 (samme år som det britiske forbud mod slavehandel) importerede 200 kinesiske mænd til at arbejde i Trinidad.
Handlen med kulier blev ofte sammenlignet med den tidlige slavehandel og handlen havde det samme formål. Selvom der er rapporter om skibstransporter med kvinder og børn, var langt de fleste af de handlede kulier mænd.
Kulihandlen, der opstod umiddelbart efter forbuddet mod slavetransporter, blev første gang søgt reguleret i 1837 af de britiske myndigheder i Indien, hvor der blev vedtaget principper for at sikre, at kulierne havde samtykket i arbejdsaftalen, ligesom der blev stillet basale krav til bl.a. transport af kulierne. I praksis blev disse forsøg på regulering dog ofte overtrådt.
Kulihandlen fortsatte indtil begyndelsen af 1900-tallet. En øget opmærksomhed på handlens brutalitet og misbrug af kulierne ledte til en offentlig forargelse og førte til, at den britiske regering forbød handlen med kulier i 1916. På dette tidspunkt arbejdede titusinder af kinesiske kulier for den britiske hær ved Vestfronten.

## Indiske kulier
Fra gammelt tid har der sket vandringer af mennesker i Indien fra de tættest befolkede områder til de mindre befolkede, hvor det var nemmere at finde arbejde, for eksempel ved ved te- og kaffeplantager på Ceylon og i Assam. Efter frigivelsen af slaverne begyndte man, formentlig grundet problemer med at sætte frigivne slaver i struktureret arbejde, at erstatte den tabte arbejdskraft med kulier fra Indien. Briterne begyndte fra 1829 at sende indiske kulier til Imperiets kolonier, bl.a. Mauritius, Fiji og Natal, Britisk Østafrika og British Malaya.
Også de europæiske kolonimagter Holland og Frankrig var aktive i handlen med indiske kulier. Hollænderne sendte kulier til at arbejde i plantagerne i Suriname og Hollandsk Ostindien og udviklede et system af agenter, der arbejdede i landsbyerne, hvor de rekrutterede arbejdere. Kulierne blev ofte lokket med urealistiske beskrivelser af mulighederne i udlandet. Franskmændene begyndte allerede i 1826 uden tilladelse fra de britiske kolonimyndigheder i Indien at transportere kulier til den franske koloni Réunion til arbejde i sukkerrørsplantagerne. I 1830 var der udført 3000 kulier til øen. Efter at den illegale menneskesmugling blev opdaget, fik Frankrig i 1860 efter forhandling med Storbritannien tilladelse til årligt at transportere mere end 6.000 arbejdere, betinget af, at franskmændene opfyldte en række grundlæggende krav om, at kulierne ikke led overlast.
I 1837 udstedte Det britiske Ostindiske kompagni en række forordninger om handlen med de indiske kulier. Reglerne betød, at en britisk embedsmand skulle have godkendt transporten af hver enkelt kuli, ligesom arbejdskontrakterne ikke måtte have varighed på over fem år, og at forlængelse krævede samtykke fra kulien. Arbejdsgiveren var ansvarlig for kuliens hjemrejse, og transport skulle ske på skibe, der opfyldte basale krav til sikkerhed og sundhed. Børn under 15 år måtte ikke transporteres, uden at deres forældre var med.
På trods af disse tiltag var de faktiske forhold for kulierne fortsat umenneskelige. Transportskibene var tæt pakkede, og der udbrød ofte sygdomme ombord, ligesom fejl- og underernæring var ofte forekommende under skibstransporterne. Kulierne modtog meget lille hyre for det hårde arbejde, og arbejdsforholdene var ofte forfærdelige. På trods af, at der ikke i de britiske kolonier opstod egentlige skandaler involverende udnyttelse af kulierne, endte kulierne ofte med at blive tvunget til at arbejde, og de blev manipuleret således, at de blev gjort afhængige af plantageejerne, hvorfor de i praksis var tvunget til at blive der lang tid efter kontrakterne udøb. Blot 10% af kulierne vendte hjem til deres oprindelige hjemland.
Lovgivning i kolonierne betød yderligere indskrænkninger i kuliernes frihed. I Mauritius fandtes et system med interne pas på øen, hvilket gjorde det nemt at kontrollere den enkeltes opholdssted på øen. I de franske kolonier Réunion, Guadeloupe og Martinique var forholdene endnu værre. Kuliernes arbejdskraft blev systematisk over-udnyttet og de kulier, der arbejdede i minerne havde en abnorm overdødelighed.
De kummerlige forhold for kulierne førte til offentlig debat i Storbritannien, hvor kulihandlen blev sammenlignet med slaveri. Som følge af offentlighedens pres blev handlen midlertidigt indstillet af myndighederne i 1839, men handlen blev kort efter genoptaget på grund af dens økonomiske betydning. Der blev i 1842 vedtaget en række strammere regler, der regulerede kulihandlen, og som også pålagde store bøder til dem, der overtrådte reglerne. Handlen var dog fortsat omfattende, og alene i 1842 blev knap 35.000 kulier sendt til Mauritius. I 1844 var handlen udvidet til også at omfatte kolonierne i Vestindien, herunder Jamaica, Trinidad og Demerara, hvor den asiatiske befolkning hurtigt blev en betydende del af øernes demografi.
I 1879 blev mange indiske kulier transporteret til Fiji for at arbejde i sukkerrørsplantagerne. Mange forblev på øen, og den indiske befolkningsgruppe udgør i dag omkring 40% af den samlede befolkning.

## Kinesiske kulier
Kulier blev også i vidt omfang skaffet fra det sydlige Kina. De kinesiske kulier blev i begyndelsen primært transporteret til arbejde i Peru og Cuba, men mange arbejdede også i de britiske kolonier Jamaica, British Guiana (i dag Guyana), British Malaya, Trinidad og Tobago, British Honduras (i dag Belize) og i de hollandske kolonier Hollandsk Ostindien og Suriname. Den første afskibning af kinesiske arbejdere fandt sted i 1806 med destination i Trinidad.
I 1847 afgik to skibe til Havana fra havnen i Xiamen med kinesiske arbejdere, der skulle arbejde i sukkerrørsplantagerne i Cuba. Xiamen var en af fem havne der ved Nankingaftalen i 1842 var blevet åbnet for briterne efter afslutningen af den første opiumskrig. Handlen spredte sig hurtigt til de andre havne i Guangdong-provinsen og efterspørgslen viste sig at være særlig stor fra Peru, der på dette tidspunkt oplevede en stærk stigning i efterspørgslen af guano (fugleekskrementer med højt indhold af salpeter), ligesom landets sølvminer krævede megen arbejdskraft. Også Nordamerika blev fra 1847 en betydelig importør af kinesiske kulier, der bl.a. blev benyttet til arbejdet med anlæg af transkontinentale jernbaner.
Handlen blomstrede fra 1847 til 1854, indtil offentligheden fik kendskab til de brutale forhold, som kulierne arbejdede under i Cuba og Peru. Da den britiske regering havde det politiske og juridiske ansvar for mange af de havne, hvorfra handlen udgik, vedtog Det britiske parlament i 1855 loven "Chinese passengers act"; en lov, der forbød brugen af britiske fartøjer til transport af kulier med en forventet varighed på mere end en uge.
I 1866 indgik de britiske, franske og kinesiske myndigheder en aftale, der pålagde formidlerne at betale for hjemsendelsen af kulierne efter udløbet af arbejdskontrakterne. Arbejdsgiverne (plantageejerne) i Britisk Vestindien nægtede imidlertid at acceptere dette krav, hvorfor handlen dertil ophørte.
Transporten til udlandet foregik for det meste over Hongkong, Macao og Singapore, men da særlig Storbritannien i perioden skærpede vilkårene, blev det meste af menneskehandlen overført til den portugisiske koloni Macao.
Bortset fra at udskibningen af kulier blev flyttet fra de britisk kontrollerede havne til Macao, medførte reformerne i 1866 ikke nævneværdigt bedre forhold for kulierne, og i begyndelsen af 1870'erne opstod atter offentlig debat om de uhyrlige forhold, som kulierne arbejdede under. Offentlighedens protester fik de britiske og kinesiske regeringer til at lægge pres på Portugal for at stoppe udskibningen af kinesiske kulier fra Macao, og i november 1873 forbød den portugisiske regering med virkning fra 1874 enhver udførsel af kulier fra havnen i Macao. Da handlen ophørte i 1874, var der eksporteret mere end en halv million kinesiske kulier.
De kulier, der var blevet udført i perioden, var oftest sendt til arbejde i plantager eller miner under meget ringe arbejds- og levevilkår. Kontrakternes længde var typisk mellem fem og otte år, men mange kulier døde inden kontrakterne udløb grundet de umenneskelige vilkår under opholdet i udlandet. Dem, der overlevede kontraktperioden, var ofte nødt til at forlænge kontrakterne, da de var blevet afhængige af arbejdsgiveren eller var kommet i gældsforhold til denne. Hvor de indiske kulier dog var undergivet en form for regulering, der gav dem (få) basale rettigheder, så var handlen med kinesiske kulier ikke reguleret, hvilket gjorde dem eftertragtede. De kinesiske kulier blev lokket af samvittighedsløse agenter med bedrageriske løfter om udvandring. De indgåede kontrakter blev ofte ændret vilkårligt og transportforholdene var uhyggelige. De fleste af de kinesiske kulier blev forinden afskibningen opbevaret i opsamlingscentre under uhygiejniske og fængselslignende forhold på samme måde som de afrikanske slaver et århundrede tidligere. Dødeligheden under transporterne var meget høj. Det anslås, at dødeligheden under transporterne på skibene til Cuba fra 1847 til 1859 var på 15,2 % og at dødeligheden på skibene til Peru i 1850'erne var 40% og 30,44% fra 1860 til 1863.

### Anvendelse af kulier i modtagerlandene
Australien
Australien begyndte at importere kinesiske kulier i 1848. Australien lukkede for import af kinesiske kulier ved "Immigration Restriction Act" i 1901. Loven blev indledningen til White Australia-politikken, som ikke blev helt afskaffet før i 1973.
Cuba
Den spanske koloni Cuba importerede store mængder af kinesiske kulier til arbejde i koloniens sukkerrørsplantager. Forholdene på Cuba var særdeles brutale for de kinesiske arbejdere, der på øen kaldtes Colonos asiáticos. De spanske myndigheder frygtede et slaveoprør på øen i stil med Den haitianske revolution (1791-1804) og behandlede den kinesiske arbejdskraft derefter. 75% af de kinesiske kulier i Cuba døde, før de havde gennemført deres kontrakt. Kulierne havde status mellem egentlige slaver og fri arbejdskraft. Kinesiske arbejdere med arbejdskontrakter arbejdede i plantagerne længe efter 1884, hvor slaveriet blev ophævet på øen. To forskere i brugen af kinesiske kulier i Cuba, Juan Pastrana og Juan Perez de la Riva, har dokumenteret de forfærdelige vilkår for kulierne i Cuba, og konkluderer, at kulierne i alle henseender var slaver, bortset fra af navn. Andre forskere har dog påpeget, at på trods af, at kulierne blev behandlet på en slave-lignende måde, så havde de en juridisk status som asiatiske arbejdede (Colonos asiáticos), hvilket formelt gav dem ret til ikke altid at følge arbejdsgiverens ordrer og til at søge hjælp hos myndighederne, såfremt arbejdsgiveren ikke opfyldte sin del af kontrakten.
De fleste kulier, der overlevede og opfyldte kontrakten som colonos asiáticos, bosatte sig efterfølgende i lande som Peru (hvor der i forvejen var et stort kontingent af kinesiske kulier), Dominikanske Republik, Puerto Rico og Cuba. De kinesiske arbejdere indgik herefter i disse områders demografi. Før den Cubanske revolution i 1959, havde Havana den største Chinatown i Latinamerika.
Nordamerika
Importen af kulier til USA (primært til Californien) begyndte under guldgravertiden i 1848 og tiltog, da der var mangel på arbejdskraft til anlæg af de transkontinentale jernbaner gennem Rocky Mountains. Handlen nåede sit højdepunkt i 1870'erne, og ophørte så næsten fuldstændig på grund af gentagne indvandringsforbud.
Importen af kinesisk arbejdskraft til USA var som hovedregel frivillig fra kinesernes side, men arbejdsforholdene var imidlertid barske. Ved traktakten Burlingame Treaty gav USA ret til ubegrænset indvandring af kinesere til USA, men i USA var der stærk modstand mod de importerede kinesere, ofte anført af populister som Denis Kearney med racistiske slogans som "For en Amerikaner er døden at foretrække fremfor et liv ligestillet med en kineser." På trods af, at kinesisk arbejdskraft leverede et massivt bidrag til bygningen af de store jernbanestrækninger First Transcontinental Railroad i USA og the Canadian Pacific Railway i det vestlige Canada, blev der i form af lovgivning lagt hindringer i vejen for at kineserne kunne opholde sig i Nordamerika, bl.a. ved den føderale lov 'Chinese Exclusion Act' (1882) og den californiske Anti-Coolie Act' (1862). Californiens forfatning blev i 1879 tilføjet en bestemmelse, der erklærede: "Asiatisk kuli-væsen er en form for menneskeligt slaveri, og er for evigt forbudt i denne stat, og alle kuli-kontrakter er ugyldige."
Også i Canada opstod modstand mod import af kinesiske og japanske kulier (for det meste i British Columbia).
Peru
Kinesiske kulier arbejdede i stort tal i Perus sølvminer og i arbejdet med indvinding af guano samt i plantager med sukkerrør og bomuld. I perioden fra begyndelsen af 1850'erne og til midten af 1870'erne blev hentet omkring 100.000 kinesiske kulier til Peru. Mere end to tredjedele af de kinesiske kulier, der ankom til Peru mellem 1849 og 1874 døde indenfor kontraktperioden. I 1860 kunne det konstateres, at ingen af de 4.000 kulier, der var sendt til de peruvianske Chincha-øer siden handlens begyndelse havde overlevet. "Chincha" er spansk for at "dræbe" eller "plage". Forholdene for de kinesiske kulier på de forblæste klippeøer, hvor der blev indsamlet guano var særdeles brutale.
Ved udbruddet af Salpeterkrigen mellem Chile og Peru (1879-84) gjorde mange kulier oprør i ly af den chilenske invasion af Peru i januar 1880. Omkring 2.000 kulier meldte sig til den chilenske hær, hvor de fik til opgave at tage sig af de sårede og at begrave de døde. Andre blev af chilenerne sendt til at arbejde i andre salpeterfelter i regionen Tarapacá.
Samoa
Begrebet Kuli blev også anvendt om de kinesiske arbejdere, der blev hvervet på kontrakter til at arbejde i kakaoplantagerne i den tyske koloni Samoa. Tyske plantageejere gjorde ihærdige bestræbelser på at sikre leverancer af kulier fra Kina. I 1908 rapporterede en kinesisk embedsmand om grov udnyttelse af arbejdskraften på de vestlige øer i Samoa. Handlen begyndte umiddelbart efter etableringen af kolonien Tysk Samoa i 1900 og varede indtil tropper fra New Zealand ved udbruddet af 1. Verdenskrig besatte øerne. Ved New Zealands besættelse befandt sig mere end 2.000 kinesiske kulier på øerne.
Sydafrika
I Sydafrika blev ved et regeringsdekret af den 6. januar 1904 besluttet at importere kulier til arbejde i guldminerne i Transvaal. En stor del af de kinesiske kulier blev leveret af det amerikanske selskab 'The Chinese Engineering and Mining Corporation', hvor den senere amerikanske præsident Herbert Hoover var direktør. Importen af kinesisk arbejdskraft skete efter ønske fra mineejerne, der anså kineserne som en billigere arbejdskraft end den oprindelige afrikanske befolkning og hvid arbejdskraft.
Sydafrika nåede at importere et stort antal kinesiske kulier, men importen medførte stor modstand fra boerne og de øvrige hvide i landet, hvorfor importen ophørte, og de fleste blev hjemsendt inden 1910, hvilket var delvist sammenfaldende med, at mange kontrakter udløb, samt etableringen af Den Sydafrikanske union, der gjorde landet mere uafhængig af Storbritannien. Forinden havde de forfærdelige forhold for de kinesiske kulier i Sydafrika været til debat i det britiske parlament.
Andre lande
Brug af kinesisk arbejdskraft var også udbredt i en række andre lande.
Japan anvendte i vidt omfang kinesiske arbejdere under den Russisk-Japanske krig. Arbejderne havde bl.a. til opgave at slæbe forsyninger om andre manuelle arbejdsopgaver.
Også i Storbritannien var der brug af kinesisk arbejdskraft. Under første verdenskrig anvendte briterne i stort omfang kinesere til at grave skyttegrave, ligesom kinesere arbejdede på fabrikker og værksteder til brug for fremstilling af krigsmateriel.

## Kønsfordeling og ægteskab mellem kulier
En af de store forskelle på handlen med kinesiske kulier og indiske kulier var, at de kinesiske kulier næsten alle var mænd, hvorimod de indiske kulier også omfattede kvinder og børn. Dette medførte, at mange kinesiske kulier i udlandet ofte giftede sig med kvinder af anden etnicitet, herunder indiske kuli-kvinder og kreolske kvinder. Kontrasten mellem forholdet mellem mænd og kvinder blandt to grupper af kulier har været genstand for forskning blandt historikere.
I Sumatra i Hollandsk Ostindien blev foretaget en optælling, der viste, at der arbejdede 92.985 kinesiske mænd og 18.731 kinesiske kvinder i plantagerne. Kinesiske kvinder migrerede mindre end de javanesiske og indiske kvinder som kulier på kontrakt. Antallet af kinesiske kuli-kvinder var "meget lille", hvorimod kinesiske mænd i stort omfang var en del af kulihandlen.
I Cuba udgjorde mænd størsteparten af de kinesiske kulier i sukkerrørsplantagerne og tilsvarende i Peru, hvor kinesiske mænd giftede sig med ikke-kinesiske kvinder.
I begyndelsen af 1900-tallet havde de kinesiske samfund i Manila, Singapore, Mauritius, New Zealand, Victoria in Australia, Mexico, USA og Victoria i British Columbia i Canada alle en klar overvægt af mænd.
Op til 1940'erne udgjorde mænd stadig hovedparten af det costaricanske kinesiske samfund.
Kulierne blev ofte placeret i boligområder sammen med afrikanere, og da de færreste kunne vende tilbage til hjemlandet og ikke kunne få hustruerne ind i de nye lande, giftede mange sig med afrikanske kvinder. Kulierne giftede sig dog også med kvinder af anden etnicitet, herunder europæere og de oprindelige befolkninger i kolonierne, og var således centrale i grundlæggelsen af de moderne afro-asiatiske og asiatisk-latinamerikanske samfund.